# ブチリミト
ブチリミト（アラビア語：بوتلميت）はモーリタニア南西部のトラルザ州の都市。
2010年の人口は2万7170人。

## 気候
砂嵐に悩む程乾燥しており、温度は45°Cにも昇る。